# 와다가하라역
와다가하라역(일본어: 和田河原駅)은 일본 가나가와현 미나미아시가라시에 있는 이즈하코네 철도 다이유잔 선의 역이다.

## 역 구조
섬식 승강장 1면 2선의 지상역이다. 남쪽에 역사가 있고 역은 역사 쪽으로부터 1, 2번 선이다. 승강장의 후지 필름 마에 방향에서 계단과 슬로프가 하강하고 있는데, 이 곳에서 역사에 구내 건널목이 연장되어 있다. 또한, 구내 역사 쓰카하라 방향으로 이즈하코네 철도 와다가하라 변전소가 설치되어 있다.
1992년 3월 25일 가동을 시작한 역사는 아파트도 병설되어 임대도 입주된 철근 콘크리트조 4층짜리 건물로 고햐쿠라칸 역의 것과 비슷한 디자인이다. 이 건물의 일체로 대합실 역 사무실이 있고 자동 매표기와 간이 PASMO 개찰기가 설치되어 있으며, 정기권 등을 판매하는 창구도 설치되어 있다.
운행 시간대는 종일 사원이 배치된 직영역이다.

### 승강장
| 1 | ■ 다이유잔 선 | 다이유잔 방면 |
| 2 | ■ 다이유잔 선 | 오다와라 방면 |

## 역 주변
역전 광장이 정비되었고 버스 터미널이 있다. 공공 시설은 와다가하라 역 우체국과 미나미아시가라 시 체육 센터와 가깝다.
- 사가미 신용 금고 미나미아시가라 지점
- JA가나가와세이쇼 와다가하라 지점

## 역사
- 1925년 10월 15일: 영업 개시.

## 인접역
| 이즈하코네 철도 ■ 다이유잔 선 | 이즈하코네 철도 ■ 다이유잔 선 | 이즈하코네 철도 ■ 다이유잔 선     |
| ----------------------------- | ----------------------------- | --------------------------------- |
| ID09 쓰카하라 오다와라 방면   |                               | 후지 필름 마에 ID11 다이유잔 방면 |